# تشاك
تشاك (Chuck) برنامج تلفزيوني أمريكي من النوع الأكشن-الكوميدي يعرض على قناة إن بي سي الأمريكية قام بكتابته جوش سوارتز وكريس فيداك. يتحدث المسلسل عن فتى يدعى تشارلز بارتوسكي شاب في العشرينات من عمره، سيئ في العلاقات الاجتماعية ولكن مهووس بالتقنية، ويعمل في مركز بيع للالكترونيات ويدير وحدة الصيانة فيه، وفي ليلة عيد ميلاده يتلقى رسالة على بريده الإلكتروني من صديقه (برايس لاركين) الذي يعمل في الاستخبارات الأمريكية. وعندما يفتح هذه الرسالة المبرمجة بطريقة خاصة، يشاهد عدداً هائلاً من الوثائق والصور والأسرار المهمة جداً للحكومة، وتصبح هذه المعلومات مخزنة في عقله لتبدأ الجهات الحكومية بمطاردة (تشاك) والذي يقتنع أخيراً بأن يستغل قدرته في مساعدة الاستخبارات .
المسلسل من إنتاج شركة وارنر بروز، بدأ عرض المسلسل في 24 سبتمبر من العام 2007، على قناة NBC، كان الموسم الأول يحتوي على 13 حلقةٍ فقط، الموسم الثاني بدأ عرضه في 29 سبتمبر عام 2008 وكان يحوي على 22 حلقة.
بدأ عرض الموسم الثالث من المسلسل في شهر يناير من العام 2010, بعد حملة لاعادة تجديد المسلسل من قبل عشاق المسلسل .
انتهى الموسم الخامس والأخير يوم 27 يناير 2012 بحلقة ممتدة لمدة ساعتين.

## القصة
تشارلز بارتوسكي (زاكري ليفي) فتى بالعشرينات يحب أن يلقب بتشاك، يعمل في متجر للالكترونيات بـ(بوربانك، كاليفورنيا)، تشاك خبير بالالكترونيات ويعمل في قسم نيرد هيرد (Nerd Herd) في متجر باي مور (Buy More) هو وصديقه الوفي مورغان (جوشوا غوميز) يعملان على صيانة الأجهزة الالكترونية، أخته إلي (سارة لانكستر) دكتورة تحاول أن تبحث لتشاك عن خليلة لحياته بعد أن انفصل عن خليلته في الجامعة، ولكنها تفشل في كل مرة. يشارك تشاك وأخته بالمنزل خليل إلي؛ ديفون وودكمب (راين مكبارتلن) المدعو بالكابتن الرائع، ديفون دكتور أيضًا يعمل مع إلى بنفس المستشفى وهو يحاول أن يساعد تشاك بحياته الاجتماعية.
في ليلة عيد ميلاد، تشاك استقبل رسالة إلكترونية من برايس لاركين (ماثيو بومر)، صديقه القديم بجامعة ستانفورد، الذي يعمل الآن كجاسوس مع وكالة المخابرات المركزية، حالما فتح تشاك الرسالة، جميع معلومات الحكومة الأمريكية السرية -تدعى بالتداخل- دخلت دماغ تشاك، كل من وكالة الأمن القومي (NSA) ووكالة المخابرات المركزية (CIA) تحاول استعادة المعلومات، لهذا أرسلت العميلين جون كايسي (آدم بالدون) وسارة والكر (إيفون ستراهوفسكي) لاستعادة المعلومات.

## طاقم الممثلين
| اسم الشخصية        | قام بأدائها      | الموسم | الموسم | الموسم | الموسم | الموسم |
| اسم الشخصية        | قام بأدائها      | 1      | 2      | 3      | 4      | 5      |
| ------------------ | ---------------- | ------ | ------ | ------ | ------ | ------ |
| تشاك بارتوسكي      | زاكري ليفي       | رئيسي  | رئيسي  | رئيسي  | رئيسي  | رئيسي  |
| العميلة سارة والكر | إيفون ستراهوفسكي | رئيسي  | رئيسي  | رئيسي  | رئيسي  | رئيسي  |
| العميل جون كيسي    | آدم بالدوين      | رئيسي  | رئيسي  | رئيسي  | رئيسي  | رئيسي  |
| مورقان قرايمز      | جوشوا غوميز      | رئيسي  | رئيسي  | رئيسي  | رئيسي  | رئيسي  |
| إيلي بارتوسكي      | سارة لانكستر     | رئيسي  | رئيسي  | رئيسي  | رئيسي  | رئيسي  |
| ديفون وودكمب       | راين ماكبارتلن   | ثانوي  | رئيسي  | رئيسي  | رئيسي  | رئيسي  |
| بيق مايك           | مارك لورانس      | ثانوي  | رئيسي  | رئيسي  | رئيسي  | رئيسي  |
| ليستر              | فيك ساشي         | ثانوي  | رئيسي  | رئيسي  | رئيسي  | رئيسي  |
| جيفري              | سكوت كينسكي      | ثانوي  | رئيسي  | رئيسي  | رئيسي  | رئيسي  |
| العميد ديان بيكمان | بونيتا فريدريسي  | ثانوي  | ثانوي  | ثانوي  | رئيسي  | ثانوي  |
| آنا                | جوليا لينق       | ثانوي  | رئيسي  | ضيف    |        |        |

## المواسم
هذا جدول يوضح فيه مواسم المسلسل وعدد حلقاتها كما فيه تاريخ البث.
| الموسم | الموسم | الحلقات | البث الأساسي   | البث الأساسي  |
| الموسم | الموسم | الحلقات | العرض الأول    | خاتمة الموسم  |
| ------ | ------ | ------- | -------------- | ------------- |
|        | 1      | 13      | 24 سبتمبر 2007 | 24 يناير 2008 |
|        | 2      | 22      | 29 سبتمبر 2008 | 27 أبريل 2009 |
|        | 3      | 19      | 10 يناير 2010  | 24 مايو 2010  |
|        | 4      | 24      | 20 سبتمبر 2010 | 16 مايو 2011  |
|        | 5      | 13      | 28 أكتوبر 2011 | 27 يناير 2012 |

## وصلات خارجية
- تشاك على موقع IMDb (الإنجليزية)
- تشاك على موقع ميتاكريتيك (الإنجليزية)
- تشاك على موقع روتن توميتوز (الإنجليزية)
- تشاك على موقع نتفليكس (الإنجليزية)
- تشاك على موقع أول موفي (الإنجليزية)
- تشاك على موقع فيلمافينيتي (الإسبانية)
- تشاك على موقع كينوبويسك (الروسية)
- تشاك على موقع ألو سيني (الفرنسية)
- تشاك على موقع قاعدة بيانات الفيلم (الإنجليزية)

Chuck على تي في.كوم
Chuck  في قاعدة بيانات الأفلام على الإنترنت (بالإنجليزية)